# Fever (låt av Aerosmith)
Fever är en låt av Aerosmith skriven av Steven Tyler och Joe Perry. Låten släpptes som den tredje singeln från Get a Grip från 1993. 